# John Didcott
John Mowbray Didcott (* 14. August 1931 in Durban; † 20. Oktober 1998 ebenda) war ein südafrikanischer Jurist und von 1994 bis 1998 Richter am Verfassungsgericht der Republik Südafrika.

## Ausbildung und beruflicher Werdegang
Seine Schulbildung erhielt Didcott am Hilton College in Hilton. Anschließend nahm er das Studium der Rechtswissenschaften an der Universität Kapstadt auf, wo ihm 1951 der Bachelor of Arts und 1953 der Bachelor of Laws verliehen wurde. Während des Studiums war Didcott 1951 bis 1954 Mitglied und ab 1952 Vorsitzender der Studentenvertretung der Universität. Zudem war er 1953 Gründungsmitglied der Liberal Party of South Africa (LPSA) und zwischen 1953 und 1954 stellvertretender Vorsitzender der National Union of South African Students. Nach Abschluss des Studiums wurde er am 26. Februar 1954 von der Rechtsanwaltskammer in Johannesburg als Anwalt zugelassen. Nachdem er zunächst als Gerichtsreporter für die Zeitung Cape Argus gearbeitet hatte, ließ er sich 1955 als Anwalt in Durban nieder. Dort praktizierte er bis 1975. 1960 musste er wegen seiner Aktivitäten in der LPSA kurzzeitig das Land verlassen, um der Verhaftung zu entgehen. Er hielt sich einige Monate in Südrhodesien auf, wo er als Staatsanwalt tätig war. Während seiner Zeit als Anwalt übernahm er im Februar 1971 und von April bis Juni 1975 die Stelle eines Richters auf Zeit an der Natal Provincial Division. Am 16. Juni 1975 wurde er dort zum hauptamtlichen Richter ernannt. Diese Position hatte er bis zum 12. Oktober 1994 inne. In seiner Amtszeit dort sprach er kein Todesurteil aus und setzte sich, soweit dies im System der Apartheid möglich war, für das Recht auf ein faires Verfahren ein. Zugleich gehörte er dem Sondergericht zur Überprüfung der Parlamentswahlen 1994 an. 1994 wurde er von Nelson Mandela zum Richter am Verfassungsgericht der Republik Südafrika bestellt.

## Sonstiges
Didcott war mit Pam Didcott verheiratet, mit der er zwei Töchter hatte. Er war zudem Großvater von vier Enkeln. Neben seiner beruflichen Tätigkeit engagierte er sich vielfach ehrenamtlich. So hielt er zwischen August und Dezember 1984 Gastvorlesungen an der Columbia University. Zudem hatte er zwischen 1988 und 1993 das Amt des Kanzlers der Universität von Durban-Westville inne.

## Auszeichnungen
- Honorarprofessor der Universität von Durban-Westville (1989)
- Ehrendoktorwürde der Universität Natal (1991)
- Ehrendoktorwürde der Universität Kapstadt (1991)
- Ehrendoktorwürde der Universität Witwatersrand (1992)